# Giovanni Paolo Lembo
Giovanni Paolo Lembo (* um 1570 in Benevento; † 31. Mai 1618 in Neapel) war ein italienischer Astronom und Jesuit.
Manchmal wird er auch einfach als Paolo Lembo zitiert.
Lembo trat 1600 den Jesuiten bei. 1604 bis 1607 studierte er Philosophie in Neapel und 1607 kam er nach Rom zum Theologiestudium. Er war ein enger Mitarbeiter von Christophorus Clavius am Collegio Romano in Rom, ein beobachtender Astronom und Instrumentenmacher (1610 baute er am Collegio Romano das erste dort verwendete Teleskop). Er nahm an den Beobachtungen der Jesuiten 1610 und 1611 in Rom teil, die die Fernrohr-Beobachtungen von Galileo Galilei bestätigten (u. a. Venusphasen). Er war einer der vier Jesuiten (mit Clavius, Christoph Grienberger und Odo van Maelcote), die eine entsprechende Anfrage von Kardinal Bellarmin zur Bestätigung von Galileos Beobachtungen 1611 positiv beantworteten. Zur theoretischen Erklärung dieser Beobachtungen entwickelte er auch ein eigenes astronomisches Modell des Planetensystems in der Art von Tycho Brahe in Beantwortung einer Herausforderung seines Lehrers Clavius in dessen Kommentar zu Sacrobosco Sphären von 1611. Möglicherweise war er durch die Anordnung der Planeten bei Martianus Capella inspiriert und ließ Venus und Merkur die Sonne umrunden (zur Erklärung der an ihnen beobachteten Phasen) und die Sonne und die übrigen Planeten um die Erde.
1611 bis 1614 war er am Jesuitenkollegium in Neapel und mit administrativen Aufgaben betraut. Dort traf er Giambattista della Porta.
Auf Einladung von General Acquaviva ging er nach Portugal, um Mathematik zu lehren. 1615 bis 1617 lehrte er Astronomie und Mathematik in Lissabon im Kollegium Santo Antao und baute in seinen Klassen auch Teleskope. Eine Vorlesungsmitschrift in Portugiesisch ist erhalten. Die Vorlesung enthielt unter anderem nautische Fragen, Kalenderrechnen, sphärische Astronomie (aber auch die astronomischen Systeme von Kopernikus und Tycho Brahe), Trigonometrie, aber auch über Sonnenuhren, Teleskope (und Beobachtungen damit)  und hydraulische Maschinen. Er erforschte auch die Natur des Vakuums. Da er erkrankte, kehrte er im Dezember 1617 nach Neapel zurück, wo er 1618 starb.
Informationen über das kopernikanische System und das von Tycho Brahe wurden in Portugal auch in den späten 1620er Jahren durch den Jesuiten Cristoforo Borri (1583–1632) verbreitet, der ebenfalls am Kollegium Santo Antao lehrte.